# Говырино (Пермский край)
Говырино — деревня в составе Суксунского городского округа в Пермском крае.

## Географическое положение
Деревня расположена в южной части округа на расстоянии примерно 2 километра на юг от села Ключи.

## Климат
Климат континентальный. Зима продолжительная, снежная. Средняя температура января −16 °C. Лето умеренно-тёплое. Самый тёплый месяц — июль. Средняя температура июля +18 °C. Длительность периода с температурой более 10 °C соответствует периоду активной вегетации и составляет 120 дней, с температурой более 15 °C — 70 дней. Последние заморозки прекращаются в третьей декаде мая, а в отдельные годы — конце апреля или начале июня. Атмосферные осадки выпадают в количестве 470—500 мм в год.

## История
Деревня известна с 1796 года. До 2019 входила в состав Ключевского сельского поселения Суксунского района, после упразднения которых входит непосредственно в состав Суксунского городского округа.

## Население
Постоянное население составляло 58 человек в 2002 году (95 % русские), 49 человек в 2010 году.